# Теодозіу I Браганський
Теодо́зіу I (порт. Teodósio I; 1510 — 20 вересня 1563) — португальський шляхтич, герцог Браганський (1532—1563) і Гімарайнський (1532—1537). Маркіз Віла-Вісозький, граф Барселушський, Оренський, Нейвський і Аррайолушський (1532—1563). Представник Браганського дому. Народився у Вілі-Вісозі, Португалія. Син браганського герцога Жайме та його дружини Леонори. Батько браганського герцога Жуана. Фундатор монастиря кларисок у Брагансі (1535) і Браганського єзуїтьського колегіуму (1561). Помер у Вілі-Вісозі.

## Біографія
Теодозіу народився близько 1510 року в Вілі-Вісозі, в родині браганського герцога Жайме і його першої дружини Леонори. Точна дата народження невідома. Хлопець навчався під керівництвом Діогу Сігеу, одного з найосвіченіших мужів тогочасної Португалії.
1532 року, внаслідок смерті батька, Теодозіу успадкував його маєтки і титули. Він став 5-м герцогом Браганським, сеньйором Віли-Вісози, Барселуша, Орена, Нейви й Арраайолуша, одним із найбагатших і найвпливовіших людей Португальського королівства.
1537 року, внаслідок шлюбу своєї сестри Ізабели з португальським інфантом Дуарте, Теодозій передав останньому Гімарайнське герцогство.
25 червня 1542 року Теодозіу одружився зі своєю кузиною Ізабелою, донькою дядька Дініша Браганського. Наступного року вона народила сина Жуана, майбутнього браганського герцога, але померла 1558 року. Другою дружиною Теодозіу стала Беатриса Ланкастерська, донька Луїша, командора Авіського ордену, з якою він одружився 4 вересня 1559 року. Від неї він мав сина Хуана й доньку Ізабелу.
Теодозіу був типовим представником Ренесансу, поціновувачем живопису й скульптури. Його двір був одним із найрозкішніших у країні. Коли 1543 року герцог супроводжував до португальсько-кастильського кордону інфанту Марію, що мусила повінчатися з кастильським принцом Філіпом, сином Карла V, він вів із собою величезний почет, рівний війську. У ньому були 350 вершників, сотня алебардників та інших слуг, що мали найновішу зброю та дорогі костюми. Хоча Теодозіу жив у часи, коли Португалія не вела значних воєн, він деякий час займав посаду командувача сухопутних сил за регентства королеви Катерини.
1535 року Теодозіу став фундатором Браганського монастиря кларисок. 1561 року, через нестачу черниць, він передав обитель єзуїтам, які перетворили її на Браганський колегіум (майбутній Браганський катедральний собор).
20 вересня 1563 року Теодозіу помер у Вілі-Вісозі.

## Сім'я

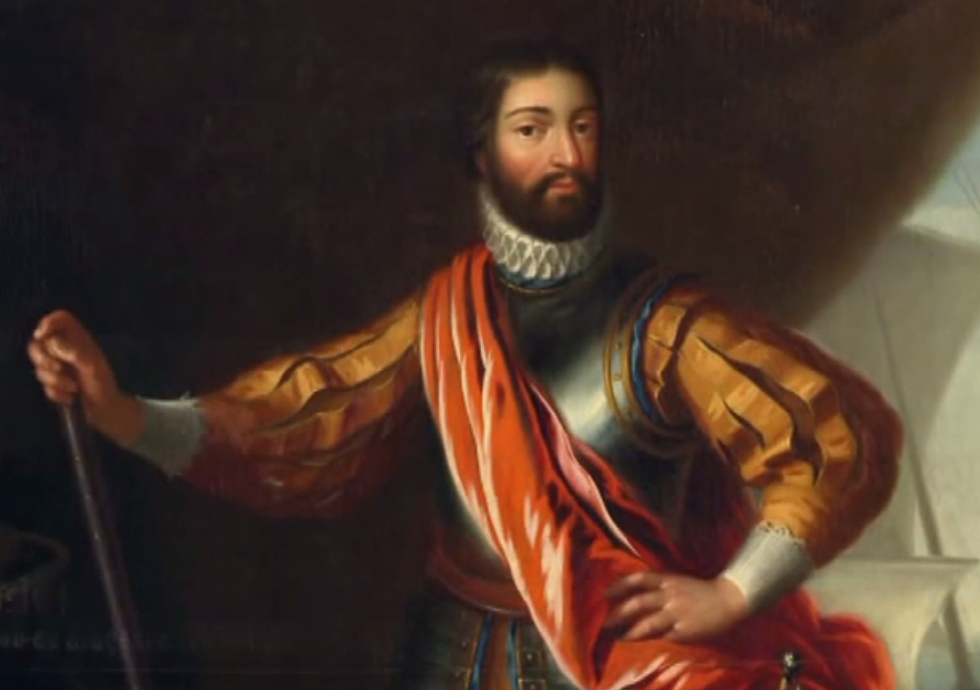
Теодозіу

- Батько: Жайме І (1479—1532) — 4-й герцог Браганський.
- Матір: Леонора де Мендоса
- 1-а дружина: Ізабела (1513—1558)
  - Син: Жуан I (1543—1583) — 6-й герцог Браганський.
- 2-а дружина: Беатриса Ланкастерська (1542—1623)
- Діти:
  - Жайме (1559—1578)
  - Ізабела (1560—?) ∞ Мігел де Мінезіш, герцог Каміньський.
- Коханка: NN (?—?)
  - Бастард: Афонсу (?—?), абат Балтарський.